# Logos (agencia)
Logos fue una agencia de información española, perteneciente a la Editorial Católica.

## Historia
Fue fundada en 1929. Nació con el objetivo de contrarrestar la tendencia laica en la información ofrecida por los corresponsales y las agencias de ideología no católica. Originalmente estuvo adscrita al diario católico El Debate, perteneciente a su vez a la Editorial Católica (Edica). Sin embargo, posteriormente se desligó de este diario y se convirtió en un organismo autónomo, pasando a ser la agencia de información del grupo Edica. En 1935 absorbió a la agencia Prensa Asociada. En sus primeros años de existencia la agencia estuvo dirigida por Vicente Gállego. Durante la Dictadura franquista la agencia pasó a suministrar información a todos los diarios pertenecientes a la Editorial Católica, así como otros que estuvieran suscritos a su servicio de noticias. En ese sentido, durante estos años la agencia Logos tuvo una fuerte competencia con las agencias de información que entonces existían en España, como las estatales EFE y Pyresa o las privadas Fiel y Mencheta.
Logos dejó de existir en 1988, con la desaparición del grupo Edica.